# Magor (keresztnév)
A Magor régi magyar személynév és nemzetségnév. A mag szó -r kicsinyítőképzős származéka, így a jelentése magocska, szemecske, gabonaszem. A csodaszarvas mondája nyomán terjedt el az a hiedelem, hogy a jelentése magyar lenne.

## Gyakorisága
Az 1990-es években szórványos név, a 2000-es években nem szerepel a 100 leggyakoribb férfinév között.

## Névnapok
- október 8.[2]
- szeptember 10.

## Híres Magorok
- Magor mitológiai alak
- Molnár H. Magor, költő, szerkesztő (*1986)
- Plugor Magor költő, szerkesztő